# Unity Mitford
Unity Valkyrie Mitford, född 8 augusti 1914 i London, död 28 maj 1948 i Oban i Skottland, var en av de sex systrarna Mitford. Hon var en engelska som tillhörde societeten och som var känd för sitt samröre med de tyska nazistledarna, framför allt mest känd för att vara en hängiven beundrare av Adolf Hitler.

## Uppväxt
Unity var dotter och femte barn till David Freeman-Mitford, 2:e Lord Redesdale (1878–1958) och Sydney, Lady Redesdale, f.Bowles, (1880–1963). Hon fick sitt namn efter skådespelaren Unity Moore och Richard Wagners Valkyrie.
Unity utbildades till största delen av guvernanter, men hon gick en termin på flickskolan Queen's Gate i Kensington där hon blev relegerad, hon fortsatte 1930 vid internatskolan St Margaret's i Bushey. Rektorn bad henne efter ett år att sluta på grund av att hon tecknade bilder av älskande par och trakasserade de flesta lärarna. 1938 besökte hon skolan igen med ett hakkors på rockuppslaget som hon trots uppmaning vägrade ta av sig.
Under sin uppväxt delade Unity rum med sin syster Jessica som redan fastnat för den kommunistiska läran. De båda systrarna grälade politiskt och delade upp rummet. Unity prydde sin del med hakkors, risknippen som symboliserade fascismen och med bilder av Mussolini, medan Jessica dekorerade sin halva av rummet med en byst av Lenin och kommunistisk litteratur.

## Samröre med tyska nazistledare
När hennes äldre syster Diana fångade upp Oswald Mosley som sin älskare kom hon i kontakt med Mosleys fascistiska parti, British Union of Fascists. Unity chockerar sin omgivning genom att agitera för partiet och mitt under en bioföreställning av en film om Disraeli vråla Heil Hitler. 
Tillsammans med Diana åker hon till Tyskland där de oplanerat hamnade på nazisternas första partidagar i Nürnberg. Unity faller för Adolf Hitlers tal och utstrålning och hennes största önskemål blir att få träffa honom.
Väl åter i England övertalar hon sina föräldrar att låta henne återvända till Tyskland. Hon bosätter sig på en liten pension i München. Här träffar hon ledande nazister och blir inviterad till en middag hos Julius Streicher. Hon lät sig intervjuas av den tyska tidningen Münchener Zeitung där hon under rubriken Eine Britische Fascistin erzählt (En brittisk fascist berättar) i positiva ordalag beskrev Mosley och hans parti. Streicher fick henne 1935 att skriva artikeln Ett brev från en engelsk flicka där hon skrev i antisemitisk anda, ("Wir sehen dem Tag entgegen, an dem wir mächtig genug sind, um zu erklären: England den Engländern! Weg mit den Juden! Mit deutschem Gruß! Heil Hitler! Unity Mitford!", vilket betyder ungefär: "Vi ser fram emot den dag, då vi är tillräckligt starka för att förklara: England åt engelsmännen! Ned med judarna! Med tyska hälsningar! Heil Hitler! Unity Mitford!"). Artikeln väckte avsky och Jessica skrev till henne att hon hatade hennes handling, men ändå skulle älska henne som syster.
Systern Nancy gav ut boken Wigs on the Green som handlade om Union Jack. I boken driver hon med hjälp av satir med både Mosley och Unity, där heter hon Eugenia och drar runt på en stor hund som heter Reichshund. I och med boken var vänskapen mellan Nancy och Unity bruten för alltid.
För att komma närmare Hitler började Unity infiltrera hans omgivning och bevaka hans bostad. Om hon såg att han var i stan besökte hon hans favoritrestaurang vid lunchtid i hopp om att bli uppmärksammad. För att dra uppmärksamheten till sig tappade hon böcker framför fötterna på honom eller harklade sig när han passerade hennes bord. Slutligen nickade han igenkännande till henne.
Den 9 februari 1935 bad Hitler en av kyparna att bjuda över henne till sitt bord. På kvällen skrev hon ett brev till sin far om mötet där hon beskrev mötet och nämnde att hon blivit inbjuden till Bayreuth. Efter det första mötet träffade hon Hitler ständigt, mellan 1935 och 1936 har hon med rött bläck i sin dagbok noterat 140 möten. I England ryktades det att de skulle gifta sig, hennes största lycka var när hon kunde sitta vid hans fötter och han strök henne över huvudet.
Samtidigt som Hitler uppvaktade Unity hade han Eva Braun på Berghof. Eva och Unity träffades bara en gång då de satt intill varandra vid en operaföreställning i München. När Unitys släktingar kom på besök till Tyskland presenterades de för Hitler, Jessica som missat möjligheten att träffa honom sa senare att det hade varit lätt att smuggla med en pistol och skjuta honom. Unity kom mer och mer att ingå i cirkeln runt Hitler och hon fick följa med i hans sovvagn under tågresor. De andra höga nazisterna gav henne öknamnet Fräulein Mitfahrt.
I oktober 1936 gifte sig Diana med Oswald Mosley som blivit änkling. Bröllopet stod i Joseph Göbbels vardagsrum med Unity, Hitler och paret Göbbels som bröllopsvittnen.
Hon skrev ett brev till Winston Churchill efter Anschluss där hon beskrev hur glada österrikarna var över sammanslagningen och hur orättvis Versaillesfreden var, Churchill svarade vänligt men lät sig inte övertygas.
Fadern David som tidigare till en viss del stött Hitler, tvärvände i sina åsikter när Tyskland tågade in i Tjeckoslovakien, han blev även förkrossad över Unitys nära relation till de nazistiska ledarna. Bara tre månader före krigsförklaringen skaffade Hitler en våning till Unity, hon skrev hem och berättade om den trevliga lägenheten som tidigare bebotts av ett judiskt par som flyttat utomlands. Den brittiske konsuln besökte henne för att förmå henne att återvända till England eftersom det växte fram en politisk oro i Europa, och han troligen inte skulle kunna skydda henne. Hon svarade att hon redan hade det bästa skydd man kan få i sin Hitler.

## Efter krigsutbrottet
Efter att den brittiska krigsförklaringen hade blivit känd, den 3 september, gick Mitford raka vägen till nazisternas högkvarter och överlämnade där ett förseglat brev till Hitler samt hans signerade foto och en partinål med Hitlers ingraverade namnteckning.
Därefter åkte hon till Englischer Garten och försökte begå självmord genom att skjuta sig. Kulan trängde in i hennes bakhuvud och hon fördes medvetslös till sjukhus. När Hitler hörde om självmordsförsöket förklarade han händelsen som statshemlighet. Han besökte hennes på sjukhuset medan hon fortfarande var medvetslös och skickade senare ett handskrivet brev och blommor. När hon sakta vaknade upp sa hon inte ett ord. När krafterna sakta återvänt försökte hon på nytt ta sitt liv genom att svälja en hakkorsbrosch. Efter en månad underrättades hennes anhöriga i England om hennes sjukhusvistelse men de kände inte till den bakomliggande orsaken. På sjukhuset genomgick hon många undersökningar och läkarna beslöt på grund av riskerna att inte avlägsna kulan från huvudet. I november kom Hitler på besök till sjukhuset och övertalade henne att återvända till England. Hon flyttades till ett sjukhus i Bern i Schweiz där hennes far David och systern Deborah upplevde att hon saknade sin tidigare utstrålning och temperament.
Man organiserade en ambulanstransport som skulle föra Unity till England. I Calais stormades ambulansen av journalister som ville få en intervju med henne. Fransk polis motade undan journalisterna medan hennes bår bars ombord på färjan till England. Väl i Folkestone väntade journalister och fotografer vid den ambulans som skulle föra dem till London. Under resan, när den första ambulansen gick sönder och man tvingades byta, trängde sig Daily Express-reporter fram och fick ett uttalande där hon sade att "hon var glad att vara hemma igen även om hon inte var på deras sida".
Unity blev inte återställd, hennes mentala nivå kom att motsvara en 10-åring och hon led av inkontinens och huvudvärk. Under kriget bodde hon i Mill Cottage i Swinbrook där hon vårdades av Sydney och Deborah. Efter kriget flyttade hon med David till Inch Kenneth, Davids egen ö väster om Skottland.
Hon avled 1948 på ett sjukhus i Oban i en hjärnhinneinflammation till följd av skottskadan, och begravdes vid den lilla kyrkan i Swinbrook. På hennes gravsten står en rad från Arthur Hugh Cloughs dikt, vilken var en av hennes favoritdikter som liten.
 Do not say the struggle naught availeth.